# کریستوفر رابرت
کریستوفر رابرت (انگلیسی: Christophe Robert؛ زادهٔ ۳۰ مارس ۱۹۶۴) بازیکن فوتبال سابق اهل فرانسه است.
از باشگاه‌هایی که در آن بازی کرده‌است می‌توان به باشگاه فوتبال والنسین، باشگاه فوتبال نانت، باشگاه فوتبال نانسی، آ.اس موناکو، و باشگاه فوتبال سن-اتین اشاره کرد.